# Rikke Granlund
Rikke Marie Granlund född 14 november 1989 är en norsk handbollsmålvakt.

## Klubbkarriär
Rikke Marie Granlund spelade i inledningen av sin karriär för  Bækkelagets SK, innan hon 2012 bytte klubb till Nordstrand IF. Hon spelade med Nordstrand under tre säsonger i högsta norska ligan. Nordstrand gick i konkurs 2016 och då började hon spela för Halden HK. Den klubben gick också i konkurs ett år senare 2017.  Hon skrev då kontrakt med Oppsal IF. Från 2018 vaktade hon målet i danska Team Esbjerg. Säsongen 2018-2019 blev hon dansk mästare med Esbjerg och fick spelafinalen i EHF-cupen med klubben. Även säsongen efteråt vann hon danska mästerskapet. Sommaren 2021 bytte hon klubb till franska förstaligaklubben  Chambray Touraine HB.

## Landslagskarriär
Granlund debuterade den 25 november 2020 i det norska A-landslaget. Silje Solberg var Covid-19 smittad och då blev Granlund kort före EM 2020 uttagen i norska EM truppen. I premiären i EM mot Polen räddade hon 8 skott av 17. Efter första spelomgången i mellanrundan tog Solberg åter hand om målvaktsposten. Norge vann sedan EM-guldet i turneringen. Vid VM 2021 spelade Granlund i tre matcher i turneringen. Hon har bara spelat 12 landskamper för Norge men är redan europamästare och världsmästare.